# Jansen (Saskatchewan)
Jansen es un pueblo canadiense situado en la provincia de Saskatchewan.

## Superficie
Jansen tiene una superficie de 0,87 km².

## Demografía
En 2021, tenía 111 habitantes, una densidad poblacional de 127,5 hab./km², y 71 viviendas.